# Annette Beutler
Annette Beutler, née le 29 juin 1976 à Heimenschwand, est une coureuse cycliste suisse, professionnelle entre 2000 et 2007. Elle a été championne de Suisse sur route et troisième de la Coupe du monde sur route en 2006.

## Biographie
En 2003, Annette Beutler remporte son premier titre sur piste en devenant championne de Suisse de l'omnium. Au championnat de Suisse du contre-la-montre, elle prend la deuxième place derrière Priska Doppmann. En 2004, elle remporte une étape sur le Tour d'Italie et Gracia Orlova. L'année suivante, elle termine deuxième du classement général de la Redlands Bicycle Classic et du Tour du Grand Montréal, où elle remporte une étape. Elle gagne également une étape de la Central Valley Classic, termine troisième du Tour de Toona et du championnat de Suisse sur route.
En 2006, Beutler réalise sa meilleure saison. Elle devient pour la première fois championne de Suisse sur route et termine troisième de la Coupe du monde sur route. En 2007, elle ne conserve pas son titre et devient vice-championne de Suisse sur route. À la fin de cette saison, elle décide de mettre un terme à sa carrière de cycliste. 

## Palmarès sur route
- 2003
  - 2e du championnat de Suisse du contre-la-montre
- 2004
  - 4e étape du Tour d'Italie
  - Tour de la Haute-Vienne
  - 2e étape de Gracia Orlova
  - 2e de Gracia Orlova
- 2005
  - 1re étape de la Central Valley Classic
  - 3e étape du Tour du Grand Montréal
  - 2e de la Redlands Bicycle Classic
  - 2e du Tour du Grand Montréal
  - 3e du championnat de Suisse sur route
  - 3e du Tour de Toona
- 2006
  - Championne de Suisse sur route
  - 2e de l'Heure d'or féminine
  - 3e de la Coupe du monde
  - 5e du Rotterdam Tour
- 2007
  - 2e du championnat de Suisse sur route

## Palmarès sur piste
- 2003
  - Championne de Suisse de l'omnium